# Guerar
Guerar o Guerara (hebreu: גְּרָר, Gərār‎', ‘lloc d'allotjament’) va ser una ciutat dels cananeus i després dels filisteus en un lloc situat potser «al sud» o «al país del sud» de Palestina. Sembla que Beerxeba es trobava a prop d'aquest territori.
Guerar va ser la ciutat on va emigrar Abraham amb la seva dona Sara. Abraham, per por que el rei de Guerar volgués a la seva dona, que era molt bonica, i el matés, va dir al rei Abimèlec que era sa germana. També el fill d'Abraham, Isaac, va viure a Guerar amb la seva dona Rebeca, i igualment va dir al rei que era sa germana. Segons la Hagadà tots els reis de Guerar són anomenats Abimèlec, que vol dir ‘el meu pare és rei’ i que de fet seria un títol i no el seu nom. Es menciona a Picol, cap de l'exèrcit d'Abimèlec, que va anar des de Guerar a visitar Isaac, per signar un tractat d'amistat. Cap a l'any 1200 aC la ciutat va passar als filisteus i després del 1000 aC als israelites.
Jeroni d'Estridó la situa a uns 40 km d'Eleutheròpolis (Betogabra).
El lloc on se suposa que estava situada Guerar va ser descobert per Rowlands el 1843, situada entre les modernes Gaza i Khalasa que els àrabs anomenaven Djurf al-Geram (el ràpid de Guerar); les ruïnes de la ciutat eren anomenades Khirlat al-Gerar (Ruïnes de Guerar). És a uns 15 km al sud-est de Gaza.